# Hieracium tomentosum
Lo sparviere lanoso (nome scientifico  Hieracium tomentosum  L., 1755) è una specie di pianta angiosperma dicotiledone della famiglia delle Asteraceae.

## Etimologia
Il nome del genere deriva dalla parola greca hierax o hierakion (= sparviere, falco). Il nome del genere è stato dato inizialmente dal botanico francese Joseph Pitton de Tournefort (1656 - 1708) rifacendosi probabilmente ad alcuni scritti del naturalista romano Gaio Plinio Secondo (23 - 79) nei quali, secondo la tradizione, i rapaci si servivano di questa pianta per irrobustire la loro vista. L'epiteto specifico ( ) indica superfici densamente ricoperte di lana arruffata o pelo corto.
Il nome scientifico della specie è stato definito dal botanico Carl Linnaeus (1707-1778) nella pubblicazione " Centuria I. Plantarum" (Cent. Pl. I. 26) del 1755. Il nome scientifico della sezione è stato definito dal botanico francese Louis Guillaume Le Monnier (1717 - 1799) e deriva dal nome della sottospecie Hieracium tomentosum subsp. andryaloides (Vill.) Nägeli & Peter.

## Descrizione

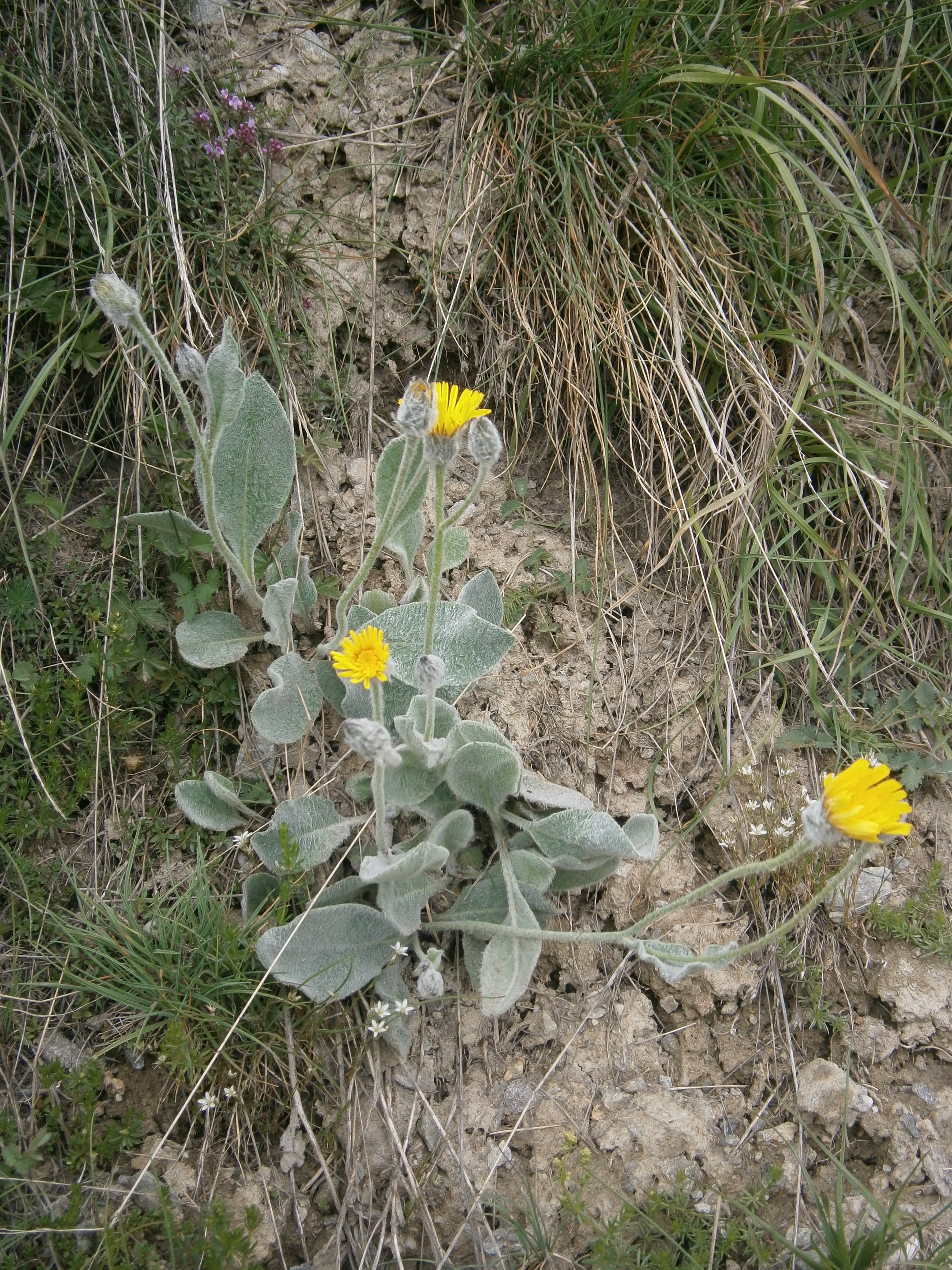
Il portamento

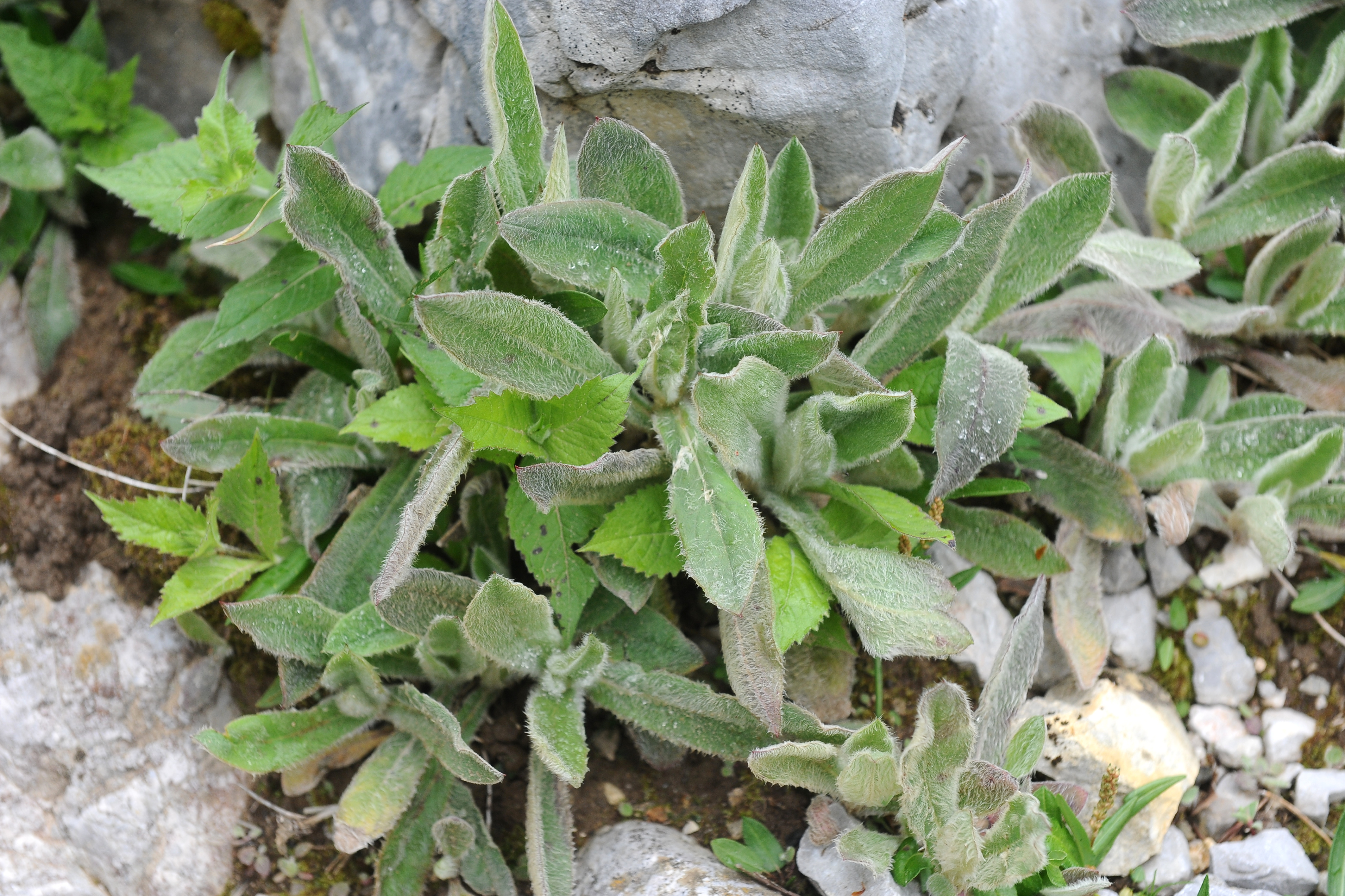
Le foglie

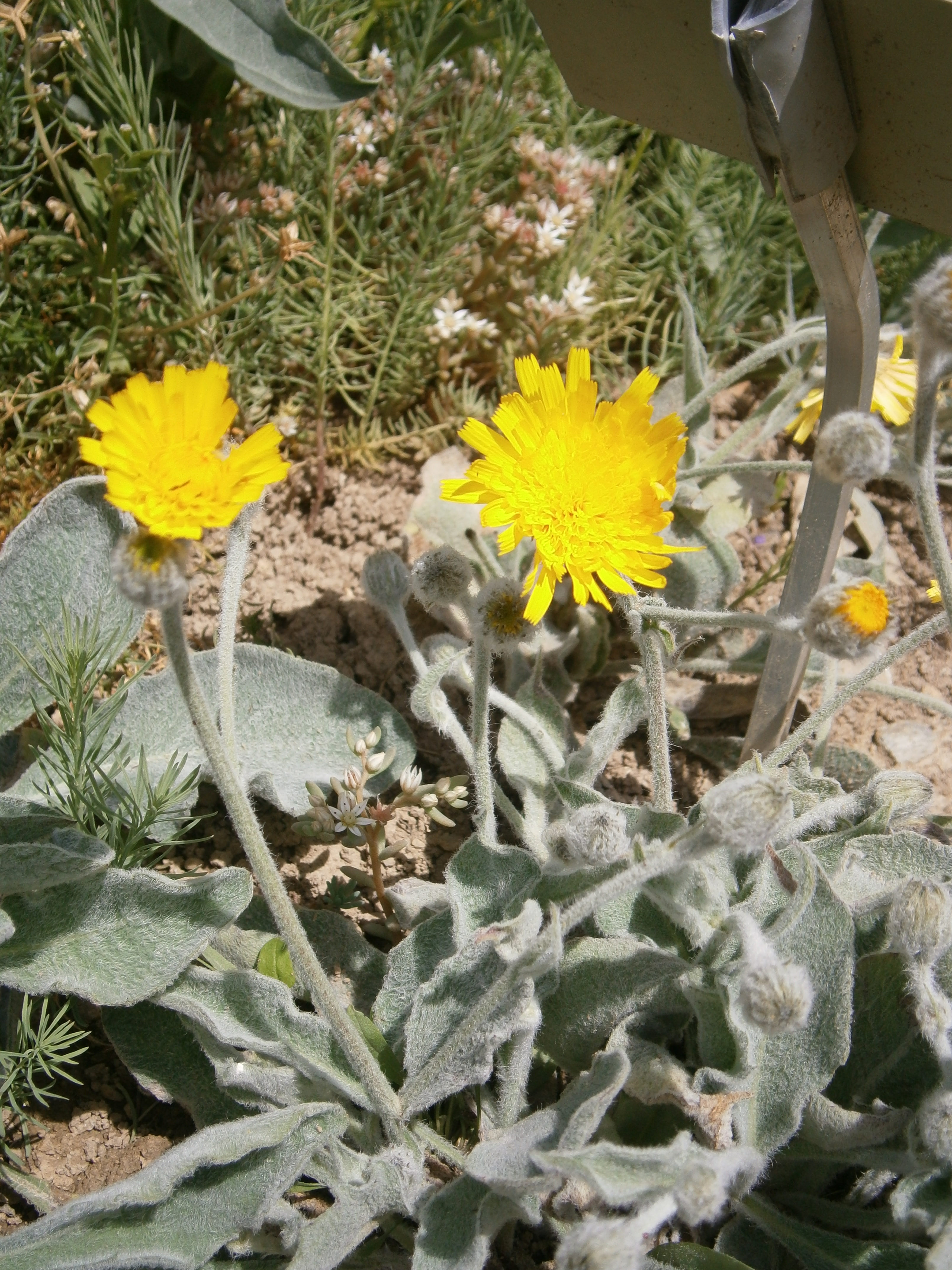
Infiorescenza

Habitus. La forma biologica è emicriptofita scaposa (H scap), ossia in generale sono piante erbacee, a ciclo biologico perenne, con gemme svernanti al livello del suolo e protette dalla lettiera o dalla neve e sono dotate di un asse fiorale eretto e spesso privo di foglie. Tutte le specie del gruppo sono provviste di latice; inoltre i peli ghiandolari sono scarsi, più comuni sono quelli semplici dentati e piumosi formanti un feltro lasso o denso. Le piante sono di tipo fillopode (o hypofillopode).
Fusto. I fusti, in genere debolmente incurvati ma robusti e ingrossati, sono di solito solitari e poco ramificati o afilli. Il colore è verde-glauco. Le radici in genere sono di tipo fittonante. L'altezza delle piante varia da 15 - 20 a 40 cm (massimo 50 cm).
Foglie. Le foglie si dividono in basali e cauline disposte in modo alternato. Le foglie basali (da 2 a 4) sono picciolate con la lamina a forma da ellittica a ampiamente lanceolata. Le foglie cauline hanno delle forme da ellittiche a ovate con base attenuata o arrotondata; quelle inferiori (da 2 a 5) sono indistintamente picciolate, quelle superiori sono sessili. I bordi possono essere continui o variamente dentati (anche profondamente, ma raramente sono lobati). La superficie può essere glabra o variamente pubescente.
Infiorescenza. Le sinflorescenze sono di tipo forcato o forcato-panicolato con pochi rami. L'infiorescenza è composta da un capolino terminale. L'acladio è di 3 – 12 cm. I capolini, solamente di tipo ligulifloro, sono formati da un involucro composto da diverse brattee (o squame) all'interno delle quali un ricettacolo fa da base ai fiori ligulati. L'involucro ha una forma da emisferica ad ampiamente ovoide ed è formato da due serie di brattee. Il ricettacolo è nudo, ossia senza pagliette a protezione della base dei fiori, ed è inoltre alveolato (i margine degli alveoli sono cigliato-dentati). Dimensione dell'involucro: 12 – 18 mm. Diametro dell'infiorescenza: 20 – 35 mm.
Fiori. I fiori, tutti ligulati, sono tetra-ciclici (ossia sono presenti 4 verticilli: calice – corolla – androceo – gineceo) e pentameri (ogni verticillo ha in genere 5 elementi). I fiori sono ermafroditi, fertili e zigomorfi.
- Formula fiorale:

*/x K {\displaystyle \infty }, [C (5), A (5)], G 2 (infero), achenio
- Calice: i sepali del calice sono ridotti ad una coroncina di squame.
- Corolla: le corolle sono formate da un tubo e da una ligula terminante con 5 denti; il colore è giallo / giallo-pallido. I dentelli apicali sono cigliati. Dimensioni delle ligule: larghezza 2 mm; lunghezza 15 – 20 mm.
- Androceo: gli stami sono 5 con filamenti liberi, mentre le antere sono saldate in un manicotto (o tubo) circondante lo stilo.[15] Le antere alla base sono acute. Il polline è tricolporato.[16]
- Gineceo: lo stilo giallo (con tendenza al nerastro) è filiforme e peloso sul lato inferiore; gli stigmi dello stilo sono due divergenti. L'ovario è infero uniloculare formato da 2 carpelli. La superficie stigmatica è interna.[17]
- Antesi: da maggio a luglio.

Frutti. I frutti sono degli acheni con pappo. Gli acheni, neri, hanno una forma da oblunga a obovoide-obconica con apice troncato e privi di becco (non sono compressi); in alcuni casi gli acheni sono provvisti di coste longitudinali. Il pappo si compone di peli semplici grigiastri, scabri o barbati (non piumosi). Raramente il pappo è assente. Dimensione degli acheni: 3 – 4 mm.

## Biologia
Impollinazione: l'impollinazione avviene tramite insetti (impollinazione entomogama tramite farfalle diurne e notturne).
Riproduzione: la fecondazione avviene fondamentalmente tramite l'impollinazione dei fiori (vedi sopra).
Dispersione: i semi (gli acheni) cadendo a terra sono successivamente dispersi soprattutto da insetti tipo formiche (disseminazione mirmecoria). In questo tipo di piante avviene anche un altro tipo di dispersione: zoocoria. Infatti gli uncini delle brattee dell'involucro si agganciano ai peli degli animali di passaggio disperdendo così anche su lunghe distanze i semi della pianta.

## Distribuzione e habitat

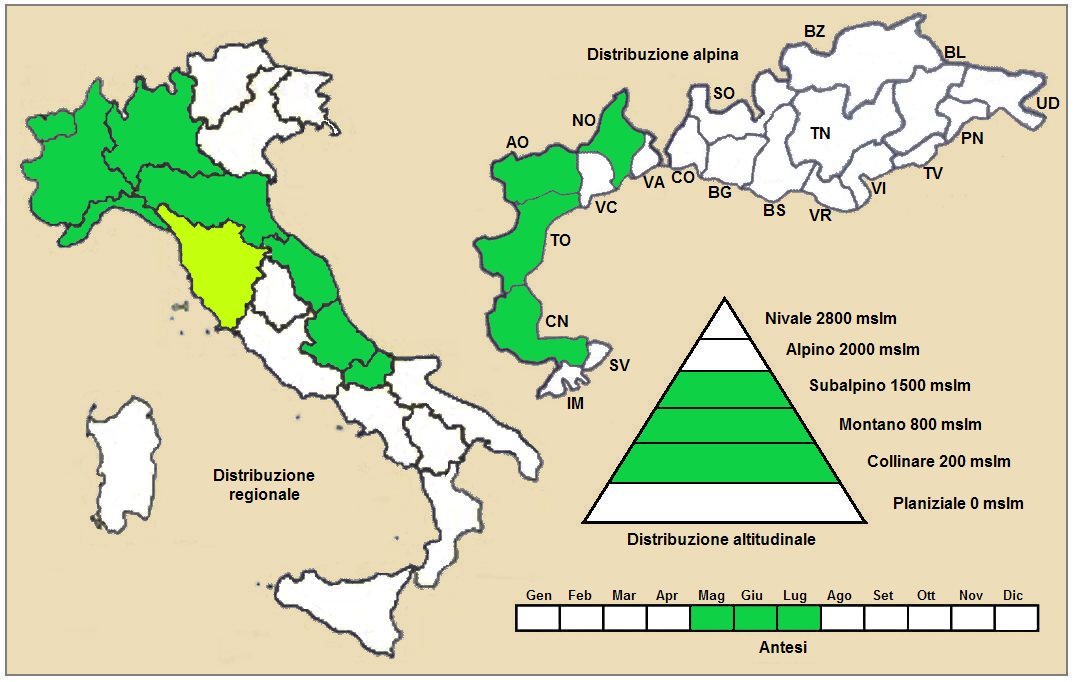
Distribuzione della pianta (Distribuzione regionale – Distribuzione alpina)

Geoelemento: il tipo corologico (area di origine) è Orofita / Sud Europeo (Ovest Alpico - Appenninico).
Distribuzione: in Italia questa specie è rara e si trova nelle Alpi e negli Appennini fino agli Abruzzi. Fuori dall'Italia, sempre nelle Alpi, questa specie si trova in Francia e in Svizzera. Sugli altri rilievi collegati alle Alpi è presente nel Massiccio del Giura.
Habitat: l'habitat preferito per queste piante sono le zone ghiaiose e i pendii sassosi. Il substrato preferito è calcareo con pH neutro, bassi valori nutrizionali del terreno che deve essere arido.
Distribuzione altitudinale: sui rilievi alpini, in Italia, queste piante si possono trovare a quote comprese tra 750 e 1.800 m s.l.m.; nelle Alpi frequentano quindi i seguenti piani vegetazionali: collinare, montano e quello subalpino.

### Fitosociologia
Dal punto di vista fitosociologico alpino Hieracium tomentosum appartiene alla seguente comunità vegetale:
Formazione: delle comunità delle fessure, delle rupi e dei ghiaioni
Classe: Asplenietea trichomanis
Ordine: Potentilletalia caulescentis
Alleanza: Potentillion caulescentis

## Tassonomia
La famiglia di appartenenza di questa voce (Asteraceae o Compositae, nomen conservandum) probabilmente originaria del Sud America, è la più numerosa del mondo vegetale, comprende oltre 23.000 specie distribuite su 1.535 generi, oppure 22.750 specie e 1.530 generi secondo altre fonti (una delle checklist più aggiornata elenca fino a 1.679 generi). La famiglia attualmente (2021) è divisa in 16 sottofamiglie.

### Filogenesi
Il genere di questa voce appartiene alla sottotribù Hieraciinae della tribù Cichorieae (unica tribù della sottofamiglia Cichorioideae). In base ai dati filogenetici la sottofamiglia Cichorioideae è il terz'ultimo gruppo che si è separato dal nucleo delle Asteraceae (gli ultimi due sono Corymbioideae e Asteroideae). La sottotribù Hieraciinae fa parte del "quinto" clade della tribù; in questo clade è posizionata alla base ed è "sorella" al resto del gruppo comprendente, tra le altre, le sottotribù Microseridinae e Cichoriinae. Il genere Hieracium (insieme al genere Pilosella) costituisce il nucleo principale della sottotribù Hieraciinae e formano (insieme ad altri generi minori) un "gruppo fratello" posizionato nel "core" delle Hieraciinae.
Il genere Hieracium è un genere estremamente polimorfo con maggioranza di specie apomittiche. Di questo genere sono descritte circa 1000 specie sessuali e oltre 3000 specie apomittiche, delle quali circa 250 e più sono presenti nella flora spontanea italiana. Alcuni taxon collegati alle varie specie del genere sono sottospecie, altri sono considerati aggregati (o inclusi), e altri ancora sono considerati "intermediari" (o impropriamente ibridi in quanto queste specie essendo apomittiche non si incrociano e quindi non danno prole feconda) con altre specie. A causa di ciò si pongono dei problemi di sistematica quasi insolubili e per avere uno sguardo d'insieme su questa grande variabilità può essere necessario assumere un diverso concetto di specie. Qui in particolare viene seguita la suddivisione del materiale botanico in sezioni così come sono elencate nell'ultima versione della "Flora d'Italia".
La specie di questa voce è descritta all'interno della sezione Hieracium sect. Andryaloidea  Monnier i cui caratteri principali sono:
- i peli ghiandolari sono scarsi, più comuni sono quelli semplici dentati e piumosi;
- le piante sono di tipo fillopode (o hypofillopode);
- le foglie cauline, da 2 a 4, hanno delle forme da ellittiche a ovate con base attenuata o arrotondata;
- il colore degli acheni è scuro (bruno-nerastro).

La specie H. tomentosum è invece individuata dai seguenti ulteriori caratteri:
- le foglie cauline (da 2 a 5) inferiori sono indistintamente picciolate, quelle superiori sono sessili;
- la superficie di questa pianta è ricoperta da peli semplici formanti un feltro lasso o denso.

L'indumentum è uno degli elementi più importanti per distinguere le varie specie. H. tomentosum è caratterizzato dalla seguente pubescenza:
| Tipo peli        | Parti della pianta                                                                                          |
| ---------------- | --- |
| Peli semplici    | Sono ovunque molto abbondanti e piumosi, lunghi 1 – 3 mm, molli e bianchi. Formano un feltro lasso o denso. |
| Peli ghiandolari | Assenti o sparsi sulle brattee dell'involucro.                                                              |
| Peli stellati    | Caule: assenti; foglie: sparsi sulle nervature; altrove (peduncoli e brattee): da assenti a densi.          |

Il numero cromosomico di  H. tomentosum è: 2n = 18.

### Sottospecie
Per questa specie sono riconosciute le seguenti sottospecie, alcune delle quali sono presenti nella flora spontanea italiana:
- Hieracium tomentosum subsp. tomentosum - Distribuzione: Italia (Alpi Occidentali - Appennino Settentrionale/Centrale), Francia e Svizzera.
- Hieracium tomentosum subsp. andryaloides (Vill.) Nägeli & Peter, 1889 - Distribuzione: Italia (Alpi Occidentali), Francia e Svizzera.
- Hieracium tomentosum subsp. gnaphalodes (Arv.-Touv.) Greuter, 2007 - Distribuzione: Italia (Alpi Occidentali) e Francia.
- Hieracium tomentosum subsp. liottardii (Vill.) Zahn, 1914 - Distribuzione: Italia (Alpi Occidentali), Francia e Svizzera.
- Hieracium tomentosum subsp. psilopogon (Arv.-Touv. & St.-Yves) Greuter, 2008 - Distribuzione: Francia.
- Hieracium tomentosum subsp. ragusinoides (Arv.-Touv. & St.-Yves) Greuter - Distribuzione: Francia.
- Hieracium tomentosum subsp. phlomidifolium (Arv.-Touv.) Nägeli & Peter, 1889 - Distribuzione: Italia (Alpi Occidentali) e Francia.

### Sinonimi
La specie di questa voce, in altri testi, può essere chiamato con nomi diversi. L'elenco che segue indica alcuni tra i sinonimi più frequenti:
| Sottospecie  | Sinonimi |
| ------------ | --- |
| andryaloides | Hieracium andryaloides Vill.                                                                                         |
| gnaphalodes  | Hieracium gnaphalodes Arv.-Touv. Hieracium mutelii Arv.-Touv.                                                        |
| liottardii   | Hieracium liottardii Vill.                                                                                           |
| liottardii   | Hieracium psilopogon Arv.-Touv. & St.-Yves                                                                           |
| ragusinoides | Hieracium ragusinoides Arv.-Touv. & St.-Yves                                                                         |
| tomentosum   | Hieracium eriopsilon Jord. Hieracium phlomidifolium Arv.-Touv. Hieracium thapsoides var. phlomidifolium (Arv.-Touv.) |